# Vito Luprano

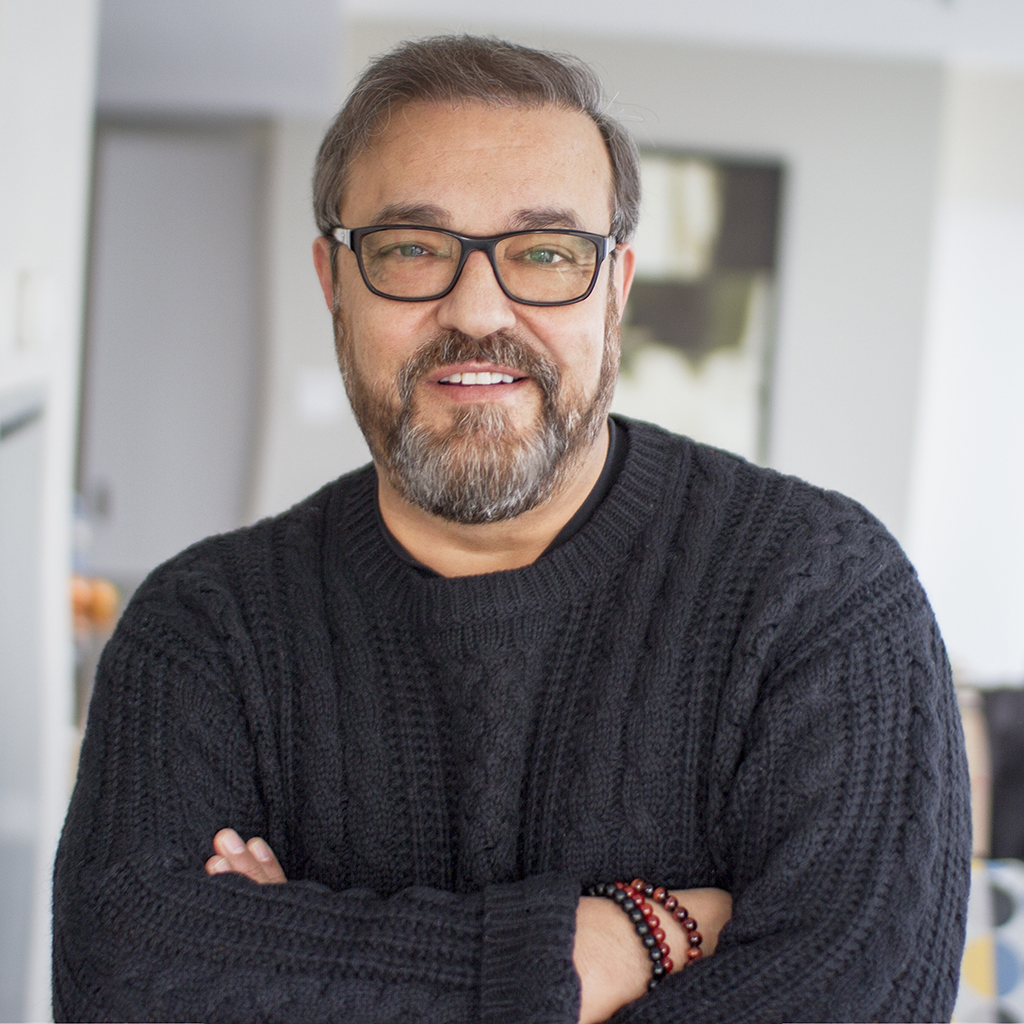
Vito Luprano

Vito Luprano is een Canadese musicus en muziekproducent.
Luprano kwam in 1980 in dienst van CBS Records. Hij was als talentscout begin jaren 80 verantwoordelijk voor het binnenhalen van Céline Dion bij CBS. Luprano werd haar vaste producer. Hij was in de afgelopen jaren ook als (uitvoerend) producent betrokken bij Canadese artiesten als Garou, Marilou en Mario Pelchat.
In 1988 werd CBS Records overgenomen door Sony. Luprano werd vicepresident A&R bij Sony BMG Canada.
Begin 2008 werd hij door Sony ontslagen, René Angélil (echtgenoot en manager) verklaarde echter dat Luprano voor Céline Dion zal blijven produceren.

## Producties
Overzicht van door Luprano geproduceerde albums (selectie).
| Jaar | Album                          | Artiest       |
| ---- | ------------------------------ | ------------- |
| 1993 | Pelchat                        | Mario Pelchat |
| 1993 | The color of my love           | Céline Dion   |
| 1998 | D'eux                          | Céline Dion   |
| 1998 | Jade                           | Corey Hart    |
| 2000 | Seul                           | Garou         |
| 2001 | Seul... avec vous              | Garou         |
| 2001 | A new day has come             | Céline Dion   |
| 2003 | Reviens                        | Garou         |
| 2003 | One heart                      | Céline Dion   |
| 2004 | A new day... Live in Las Vegas | Céline Dion   |
| 2005 | On ne change pas               | Céline Dion   |
| 2006 | Garou                          | Garou         |
| 2006 | Marilou                        | Marilou       |
| 2008 | Piece of my soul               | Garou         |

- International Standard Name Identifier: 0000 0000 7482 6172
- MusicBrainz: 6a5cd348-c333-4dd7-ab9a-29acccd072b0
- Virtual International Authority File: 106212503
- WorldCat: E39PBJtMjH76MTHCpwrtBPMXVC